# ميخائيل يانجل
ميخائيل كوزميتش يانجيل (7 نوفمبر 1911 – 25 أكتوبر 1971)، كان مهندسًا سوفيتيًّا ولد في إيركوتسك وكان مصممًا رائدًا في برنامج الصواريخ في الاتحاد السوفيتي السابق.

## السيرة الذاتية
كان يانجل حفيدًا لسجين سياسي روسي رُحل إلى سيبيريا من قبل النظام القيصري.
بدأت مسيرة يانجل المهنية كمهندس طيران، بعد تخرجه من معهد موسكو للطيران في عام 1937. عمل مع مصممي الطائرات المشهورين نيكولاي بوليكاربوف، وفي وقت لاحق، أرتيم ميكويان. انتقل بعد ذلك إلى مجال الصواريخ الباليستية حيث تولى في البداية مسؤولية أنظمة التوجيه. وباعتباره شريكًا لسيرجي كوروليف، أسس مركز الدفع الصاروخي في دنيبروبيتروفسك في جمهورية أوكرانيا الاشتراكية السوفيتية، والذي شكل فيما بعد الأساس لمكتب التصميم الخاص به OKB-586 في عام 1954. في البداية، كان مرفق يانجل يهدف إلى إنتاج كميات كبيرة من الصواريخ الباليستية العابرة للقارات وتطويرها تطويرًا أكبر، حيث كان يانجل رائدًا في مجال الوقود فائق الاشتعال القابل للتخزين. وقد صمم مكتبه الصواريخ R-12 وR-16 وR-36، والتي تُعرف أطوار مركبات الإطلاق الخاصة بها باسم كوزموس وتسيكلون ودنيبر على التوالي. نجا يانجل بأعجوبة من الموت أثناء تطوير R-16 في كارثة نيدلين عام 1960.
كان مكتب يانجل جزءًا من وزارة بناء الآليات العامة برئاسة سيرجي أفاناسييف.
توفي في موسكو سنة 1971.

## الجوائز
حصل ميخائيل يانجل على جائزة لينين في عام 1960 وجائزة الدولة السوفييتية في عام 1967 تقديرًا لعمله المتميز. حصل أيضًا على أربعة أوسمة لينين، ووسام ثورة أكتوبر، والعديد من الميداليات.
سُميت العديد من الأماكن البارزة على اسم يانجل:
- شارع في حي تشيرتانوفو في موسكو
- محطة مترو أولتسا أكاديميكا يانجلا على خط سربخوفسكا-تيميريازيفسكايا (بالقرب من الشارع أعلاه)
- شارع في كييف
- أحد الشارعين الرئيسيين في بايكونور (الشارع الآخر تكريمًا لمنافسه الرئيسي سيرجي كوروليف )
- فوهة يانجل على القمر.

سُمي الكوكب الصغير 3039 يانجل الذي اكتشفته عالمة الفلك السوفيتية ليودميلا زورافليوفا في عام 1978 باسمه. 